# Литва на літніх Олімпійських іграх 2024
Литву на літніх Олімпійських іграх 2024 представляли п'ятдесят один спортсмен у тринадцятьох видах спорту.

## Медалісти
| Медаль | Ім'я                                                                | Вид спорту            | Змагання      | Дата     |
| ------ | ------------------------------------------------------------------- | --------------------- | ------------- | -------- |
| 2      | Міколас Алекна                                                      | Легка атлетика        | метання диска | 7 серпня |
| 2      | Домініка Баневич                                                    | Брейкданс             | бігьорлз      | 9 серпня |
| 3      | Вікторія Сенкутея                                                   | Академічне веслування | одиночки      | 3 серпня |
| 3      | Шарунас Вінгеліс Гінтаутас Матуліс Ауреліюс Пукеліс Евалдас Джяугіс | Баскетбол             | баскетбол 3x3 | 7 серпня |